# Pablo Ibáñez
Pablo Ibáñez Tébar (Madrigueras, 3 de agosto de 1981) é um ex-futebolista espanhol que atuava como zagueiro.
Pablo nasceu em Madrigueras. Ele começou sua carreira no futebol nas categorias de base de seu clube profissional local, Albacete, com quem subiu da Segunda Divisão Espanhola para a La Liga em 2003. Um ano depois, ele assinou com o Atlético de Madrid, onde fez quase 200 aparições ao longo de seis temporadas. Sua carreira no Atlético foi marcada por controvérsias quando um dos candidatos presidenciais de 2006 para seus rivais da cidade, o Real Madrid, afirmou que um acordo estava em vigor para o Real contratar Pablo caso ele vencesse a eleição. Embora ele tenha se restabelecido no time do Atlético, contribuindo para um quarto lugar em 2008, ele jogou cada vez menos no final de seu tempo com o clube e, em 2010, mudou-se para a Inglaterra. Ele passou uma temporada com o clube da Premier League West Bromwich Albion e duas com o clube da Football League Championship Birmingham City. Se aposentou em 2013, após ser liberado do contrato com o Birmingham.
Em nível internacional, Pablo foi convocado 10 vezes para a seleção sub-21 da Espanha antes de fazer sua primeira aparição pela seleção principal em 2004. Ele jogou 23 vezes e representou seu país na Copa do Mundo de 2006.

## Carreira

### Início
Pablo nasceu em Madrigueras, na província de Albacete em Castela-La Mancha, filho de um membro do Corpo Nacional de Polícia. Ele cresceu em Leganés, na área metropolitana de Madrid, onde seu pai estava estacionado, e jogou futebol como meio-campista ou atacante ocasional para um time no distrito de El Carrascal. Seus pais tinham conexões com o clube Albacete Balompié, e aos 14 anos, Pablo começou sua carreira no futebol nas categorias de base daquele clube, onde foi convertido para jogar na defesa central. Ele trabalhou seu caminho através das equipes de base, mas em vez de subir para o time B do Albacete, ele foi enviado por empréstimo para o Caravaca, que estava jogando na Tercera División (quarta divisão espanhola). Ao retornar ao seu clube proprietário, ele jogou a temporada 2001-02 pelo Albacete B, também na Tercera. Ele era um titular regular e ajudou o time a chegar aos play-offs de promoção, mas sem sucesso.

### Albacete
Depois de ver Pablo trabalhar com o time principal durante o treinamento de pré-temporada, o técnico César Ferrando foi citado dizendo que escolheria Pablo e outros dez para a próxima temporada. Ele foi tão bom quanto sua palavra: Pablo fez sua estreia na Segunda Divisão em um empate por 1 a 1 fora de casa contra o Terrassa em 31 de agosto de 2002, e começou 38 das 42 partidas do Albacete, terminando a temporada em terceiro lugar e sendo promovido à La Liga. Depois de apenas algumas partidas da segunda divisão, ele teve impacto suficiente para atrair o interesse de clubes nacionais e estrangeiros e receber uma convocação para a seleção espanhola sub-21 para um amistoso contra a Bulgária.
Na janela de transferências de janeiro de 2003, Albacete tentou negociar sua transferência para o Celta de Vigo, mas o acordo fracassou devido à necessidade do Albacete de que uma parte significativa da taxa fosse paga em dinheiro. Algumas semanas depois, o agente esportivo Alejandro Camaño comprou metade dos direitos do jogador, permitindo assim que o clube pagasse os salários e concluísse a temporada com sucesso.
Embora uma lesão no campo de treinamento tenha colocado sua estreia na primeira divisão em dúvida, ele foi considerado apto para começar pelo Albacete no dia de abertura da temporada 2003-04 da La Liga. O repórter de jogo do El País descreveu o "promissor" Pablo como um dos pilares do Albacete, apesar da marcação inadequada dele e do parceiro defensivo Gustavo Siviero assumindo grande parte da culpa pelo gol de abertura, quando o Osasuna venceu por 2 a 0. Ele perdeu apenas um jogo da liga durante a temporada, já que o Albacete terminou em 14º.
Durante a temporada, ficou cada vez mais claro que o jogador se juntaria a um clube maior. Em meio ao interesse relatado de uma lista de clubes, incluindo Manchester City, Arsenal, Leeds United, Roma, Internazionale, supostamente disposto a pagar cerca de €3 milhões pelo jogador e depois emprestá-lo de volta ao Albacete por uma temporada, e Deportivo La Coruña, que concordou com os termos do clube, mas não conseguiu chegar a um acordo com Camaño, Pablo assinou um contrato de quatro anos com o Atlético de Madrid por uma taxa de €3,5 milhões mais complementos. Ele se reuniu com Ferrando, que havia sido recentemente nomeado treinador do Atlético.

### Atlético de Madrid
Em parceria com o internacional colombiano e também novato Luis Amaranto Perea na defesa central, Pablo contribuiu para que o Atlético alcançasse o terceiro melhor recorde defensivo na temporada 2004-05 da La Liga; apenas Barcelona e Real Madrid sofreram menos gols. O time terminou na 11ª posição do meio da tabela porque não marcou o suficiente, como ilustrado pelos três gols de Pablo, tornando-o seu terceiro melhor artilheiro da liga. Suas atuações lhe renderam a seleção para a seleção principal, em um amistoso contra a Inglaterra em novembro, e relatou interesse de grandes clubes. Ele e Perea receberam um aumento salarial e uma extensão de contrato até 2009. Em 2005-06, Pablo foi uma presença constante no clube e no país. Ele e Perea repetiram seus esforços da temporada anterior, com o Atlético terminando em 10º lugar com o quarto melhor recorde defensivo, e ele fez parceria com Carles Puyol na Copa do Mundo de 2006.
Pablo se envolveu nas eleições presidenciais do Real Madrid em 2006. José Antonio Camacho, o treinador escolhido pelo candidato presidencial Juan Palacios, anunciou que o clube traria José Antonio Reyes, Joaquín e Pablo para fortalecer o time se ele vencesse a eleição, e que o acordo para Pablo já estava fechado. Palacios perdeu a eleição, então Pablo teve que permanecer no Atlético. Seu agente falou em sua defesa, confirmando que Pablo não havia pedido para deixar o Atlético, e a facção Palacios estava aproveitando uma cláusula contratual que lhe permitia sair se uma oferta de €15 milhões fosse recebida (o clube alegou que o valor era apenas uma base para negociação). Ele também sugeriu desonestamente que ingressar no odiado rival não era diferente de ingressar em um grande clube no exterior. O treinador do Atlético, Javier Aguirre, deixou claro que eles ainda queriam e precisavam do "melhor zagueiro da Espanha", e o jogador pediu desculpas aos fãs, insistindo que queria ficar no Atlético e admitindo que cometeu um erro ao aceitar a oferta do Real.
Ele manteve seu lugar, mas em novembro, uma lesão sofrida contra o Mallorca foi diagnosticada como um rim machucado e vértebras fraturadas, o que o manteve fora por algumas semanas, durante as quais Zé Castro forçou sua entrada em consideração como titular. Em janeiro de 2007, Pablo marcou seu 100º jogo pelo clube com um gol raro para ganhar um empate com o Racing Santander, e completou a temporada com 24 jogos no campeonato. Ele ajudou o clube a se classificar para a Copa da UEFA de 2007-08 por meio da Copa Intertoto, e manteve uma vaga regular no time titular, já que o Atlético terminou em quarto lugar na liga e se classificou para a Liga dos Campeões, mas erros no clássico de Madri em janeiro de 2008 levaram aos gols do Real e reacenderam a hostilidade dos torcedores.
Embora a contratação de Tomáš Ujfaluši e Johnny Heitinga tenha empurrado Pablo para baixo na hierarquia, ele terminou a temporada 2008-09 com 21 jogos na liga.  Uma oferta do Real Zaragoza de menos de €5 milhões foi rejeitada pelo clube por ser insuficiente, mas apesar da chegada de Juanito aumentar a competição defensiva, Pablo disse que estava feliz em ver o ano restante de seu contrato. Naquela temporada final, ele jogou raramente. Ele participou das primeiras rodadas da Copa del Rey e da fase de grupos da Liga dos Campeões, quando o Atlético terminou em terceiro em seu grupo e caiu para a Liga Europa, mas fez sua última aparição pelo clube, como substituto tardio, em 20 de dezembro de 2009.

### West Bromwich
Apesar do interesse renovado de Camacho, então treinador do Osasuna, Pablo mudou-se para a Inglaterra, onde assinou um contrato de três anos com o West Bromwich Albion, recém-retornado à Premier League, para começar em 1º de julho de 2010, quando seu contrato com o Atlético expirou. Ele fez sua estreia no dia de abertura da temporada, fazendo parceria com Gabriel Tamaș na defesa central, enquanto o Albion perdia por 6 a 0 no Chelsea, e marcou seu primeiro gol dez dias depois, em uma vitória por 2 a 0 no Leyton Orient pela Copa da Liga Inglesa. Ele foi usado esporadicamente, fazendo apenas dez aparições na Premier League, das quais apenas duas ocorreram em 2011. O companheiro de equipe Jonas Olsson sugeriu que levou pelo menos uma temporada para se acostumar ao futebol inglês, especialmente para alguém que falava pouco inglês quando chegou.

### Birmingham City
Pablo assinou um contrato de dois anos com o clube da EFL Championship Birmingham City em agosto de 2011, no final da janela de transferências de verão. A taxa não foi divulgada. Ele fez sua estreia pelo clube em uma derrota em casa por 3 a 1 para o Braga na fase de grupos da Liga Europa. Fora para o Club Brugge na mesma competição, ele ficou inconsciente em um choque de cabeças com Joseph Akpala, pelo qual recebeu um longo tratamento; no décimo minuto do tempo de acréscimo resultante, Chris Wood marcou um gol da vitória para o Birmingham. Pablo substituiu o lesionado Curtis Davies no time titular, mas a concussão sofrida em Bruges deu a Davies tempo para recuperar a forma física e seu lugar de titular indiscutível ao lado de Steven Caldwell na defesa central. Depois que a temporada de Caldwell terminou precocemente devido a uma lesão, Pablo retornou ao time para os últimos jogos, incluindo a derrota na semifinal do play-off, e terminou a temporada de 62 jogos com 17 partidas, das quais apenas 7 foram na liga.
Davies e Caldwell começaram a temporada 2012-13 como primeira escolha até que uma lesão no tornozelo sofrida por Davies durante uma partida da Copa da Liga em Coventry City deu a Pablo uma oportunidade inicial de impressionar. Ele manteve seu lugar depois que Davies voltou à forma, mas lascou um osso do pé na derrota para Barnsley e era esperado que ficasse fora por um mês. Mais lesões, o retorno à forma de Caldwell e o surgimento do jovem lateral-esquerdo Mitch Hancox, que permitiu a Paul Robinson fazer parceria com Davies no centro, significou que Pablo jogou apenas mais duas vezes, e ele foi liberado no final de seu contrato.

## Carreira internacional
Depois de apenas algumas partidas da Segunda Divisão, Pablo recebeu sua primeira convocação para a seleção espanhola sub-21, para um amistoso contra a Bulgária em 19 de novembro de 2002. Apesar da suposição da mídia de que ele estaria entre os substitutos, ele jogou a partida inteira enquanto a Espanha venceu por 7–1. Ele foi uma seleção regular nos 12 meses seguintes e terminou sua carreira sub-21 com dez convocações. Suas últimas aparições ocorreram quando a Espanha foi eliminada pela Suécia nos play-offs de qualificação para o Campeonato Europeu de Futebol Sub-21 de 2004.
Sua primeira convocação para a seleção principal ocorreu em outubro de 2004, para as eliminatórias da Copa do Mundo contra a Bélgica e a Lituânia, como substituto de Juanito, que saiu da seleção original por causa de uma lesão. Carlos Marchena e Carles Puyol eram a dupla de zagueiros com a posse de bola, e Pablo permaneceu no banco em ambos os jogos. Ele fez sua estreia internacional em 17 de novembro de 2004 em um amistoso contra a Inglaterra em Madrid. Ele entrou no jogo como substituto no intervalo de Marchena, com a Espanha liderando por 1 a 0; faltando 20 minutos, ele pareceu cometer falta em Alan Smith no ato do chute, mas nenhum pênalti foi marcado - ele disse ao Mundo Atleti que Smith se jogou no chão assim que percebeu que não conseguia alcançar a bola - e a Espanha não teve dificuldade em manter a liderança. Pablo substituiu Iván Helguera, que já havia sido titular, na convocatória para o próximo jogo da Espanha, uma partida em casa pelas eliminatórias da Copa do Mundo contra San Marino, em fevereiro de 2005, mas não jogou.
Em sua próxima partida, um amistoso contra a China em março, ele pareceu marcar de cabeça no primeiro tempo, mas o "gol" foi anulado porque Fernando Torres estava impedido. Poucos dias depois, ele fez sua primeira aparição internacional competitiva nas eliminatórias da Copa do Mundo sem gols, fora de casa, contra a Sérvia e Montenegro, jogando ao lado de Puyol no primeiro tempo e Juanito no segundo.
Durante o processo de qualificação para a Copa do Mundo, Pablo se estabeleceu ao lado de Puyol como primeira escolha para a Espanha. Apesar de marcar um gol contra no último jogo de aquecimento, contra a Croácia, ele e Puyol jogaram nos dois primeiros jogos do grupo nas finais, duas vitórias que garantiram a qualificação para as quartas de final, e foram poupados para o terceiro, contra a Arábia Saudita. Contra a França nas oitavas de final, a Espanha assumiu a liderança por meio de um pênalti de David Villa, depois que Pablo foi vítima do "desafio desajeitado de Lilian Thuram por trás". A França empatou no primeiro tempo e então assumiu a liderança com apenas alguns minutos restantes; com a Espanha pressionando pelo empate, Zinédine Zidane marcou o terceiro gol nos acréscimos. Foi a primeira vez que Pablo jogou em uma derrota da seleção.
Ele manteve seu lugar pelo restante de 2006, mas depois disso jogou com menos frequência, aparecendo em apenas quatro das doze eliminatórias da Espanha para a Euro 2008. Nomeado no elenco provisório de 31 jogadores para as finais da competição, ele não conseguiu passar o corte. Sua última aparição internacional foi como substituto em uma vitória amistosa por 1 a 0 contra a França em fevereiro de 2008.

## Estilo de jogo
Com 1,92 m, Pablo é alto; ele é bom no ar e, quando jovem, era conhecido por seu ritmo. O companheiro de equipe do Albacete, Miquel Buades, sugeriu que esses atributos-chave o tornavam "a pior coisa que poderia acontecer a um atacante". Seu treinador no Albacete e no Atlético, César Ferrando, disse que ele tinha todas as qualidades necessárias para sua posição, que incluíam antecipação e inteligência para manter as coisas simples. Novamente, de acordo com Ferrando, Pablo raramente cometia faltas, porque "ele não precisa. Ele tem todo um arsenal de recursos defensivos". Um perfil da Copa do Mundo de 2006 sugeriu que ele era "muito mais feliz com a bola do que as primeiras impressões podem sugerir" e poderia parecer "desajeitado". A avaliação de um olheiro sobre seu estilo de corrida como "feio" supostamente desencorajou o Real Madrid de buscar um interesse inicial nele.
Nos últimos anos, ele usou sua experiência: em 2012, o Birmingham Mail sugeriu que, em contraste com o "mais agressivo e animado" Steven Caldwell , "Pablo tende a ser sutil em seu posicionamento e ataque, ele gosta de ler o jogo em vez de ir frente a frente em uma batalha de gladiadores".

## Vida Pessoal
Pablo casou-se com Maika na Catedral de Albacete em 2007. Em dezembro de 2010, o casal teve um filho, Adrián, e uma filha, Paula.
Em 2008, o Governo Provincial de Albacete concedeu a Pablo, Santi Denia e Andrés Iniesta a Medalha de Ouro de Honra e Gratidão, não só pela sua destreza futebolística, como os únicos três naturais da província a jogar na seleção principal, mas também em reconhecimento pelas qualidades pessoais que os tornaram um exemplo para a juventude da região.

## Estatísticas

### Clubes
| Clube                | Temporada         | Liga              | Liga  | Liga | Copa Nacional | Copa Nacional | Copa da Liga | Copa da Liga | Outros | Outros | Total | Total |
| Clube                | Temporada         | Divisão           | Part. | Gols | Part.         | Gols          | Part.        | Gols         | Part.  | Gols   | Part. | Gols  |
| -------------------- | ----------------- | ----------------- | ----- | ---- | ------------- | ------------- | ------------ | ------------ | ------ | ------ | ----- | ----- |
| Albacete             | 2002–03           | Segunda División  | 38    | 1    | 1             | 0             | —            | —            | —      | —      | 39    | 1     |
| Albacete             | 2003–04           | La Liga           | 37    | 1    | 0             | 0             | —            | —            | —      | —      | 37    | 1     |
| Albacete             | Total             | Total             | 75    | 2    | 1             | 0             | —            | —            | —      | —      | 76    | 2     |
| Atlético Madrid      | 2004–05           | La Liga           | 35    | 3    | 8             | 1             | —            | —            | 5      | 0      | 48    | 4     |
| Atlético Madrid      | 2005–06           | La Liga           | 35    | 2    | 3             | 0             | —            | —            | —      | —      | 38    | 2     |
| Atlético Madrid      | 2006–07           | La Liga           | 24    | 2    | 2             | 0             | —            | —            | —      | —      | 26    | 2     |
| Atlético Madrid      | 2007–08           | La Liga           | 34    | 1    | 3             | 0             | —            | —            | 9      | 0      | 46    | 1     |
| Atlético Madrid      | 2008–09           | La Liga           | 21    | 1    | 3             | 0             | —            | —            | 4      | 0      | 28    | 1     |
| Atlético Madrid      | 2009–10           | La Liga           | 7     | 0    | 2             | 0             | —            | —            | 3      | 0      | 12    | 0     |
| Atlético Madrid      | Total             | Total             | 156   | 9    | 21            | 1             | —            | —            | 21     | 0      | 198   | 10    |
| West Bromwich Albion | 2010–11           | Premier League    | 10    | 1    | 0             | 0             | 4            | 1            | —      | —      | 14    | 2     |
| West Bromwich Albion | 2011–12           | Premier League    | 0     | 0    | 0             | 0             | 0            | 0            | —      | —      | 0     | 0     |
| West Bromwich Albion | Total             | Total             | 10    | 1    | 0             | 0             | 4            | 1            | —      | —      | 14    | 2     |
| Birmingham City      | 2011–12           | Championship      | 13    | 0    | 2             | 0             | 1            | 0            | 7      | 0      | 23    | 0     |
| Birmingham City      | 2012–13           | Championship      | 6     | 0    | 0             | 0             | 1            | 0            | —      | —      | 7     | 0     |
| Birmingham City      | Total             | Total             | 19    | 0    | 2             | 0             | 2            | 0            | 7      | 0      | 30    | 0     |
| Total na carreira    | Total na carreira | Total na carreira | 260   | 12   | 24            | 1             | 6            | 1            | 28     | 0      | 318   | 14    |

### Internacional
| Seleção | Ano   | Part. | Gols |
| ------- | ----- | ----- | ---- |
| Espanha | 2004  | 1     | 0    |
| Espanha | 2005  | 6     | 0    |
| Espanha | 2006  | 11    | 0    |
| Espanha | 2007  | 4     | 0    |
| Espanha | 2008  | 1     | 0    |
| Total   | Total | 23    | 0    |

## Honrarias

#### Albacete
- Promovido da Segunda Divisão: 2002–03[carece de fontes?]

#### Atlético de Madrid
- Vice campeão da Copa del Rey: 2009–10[carece de fontes?]